# Mayerle (Adelsgeschlecht)

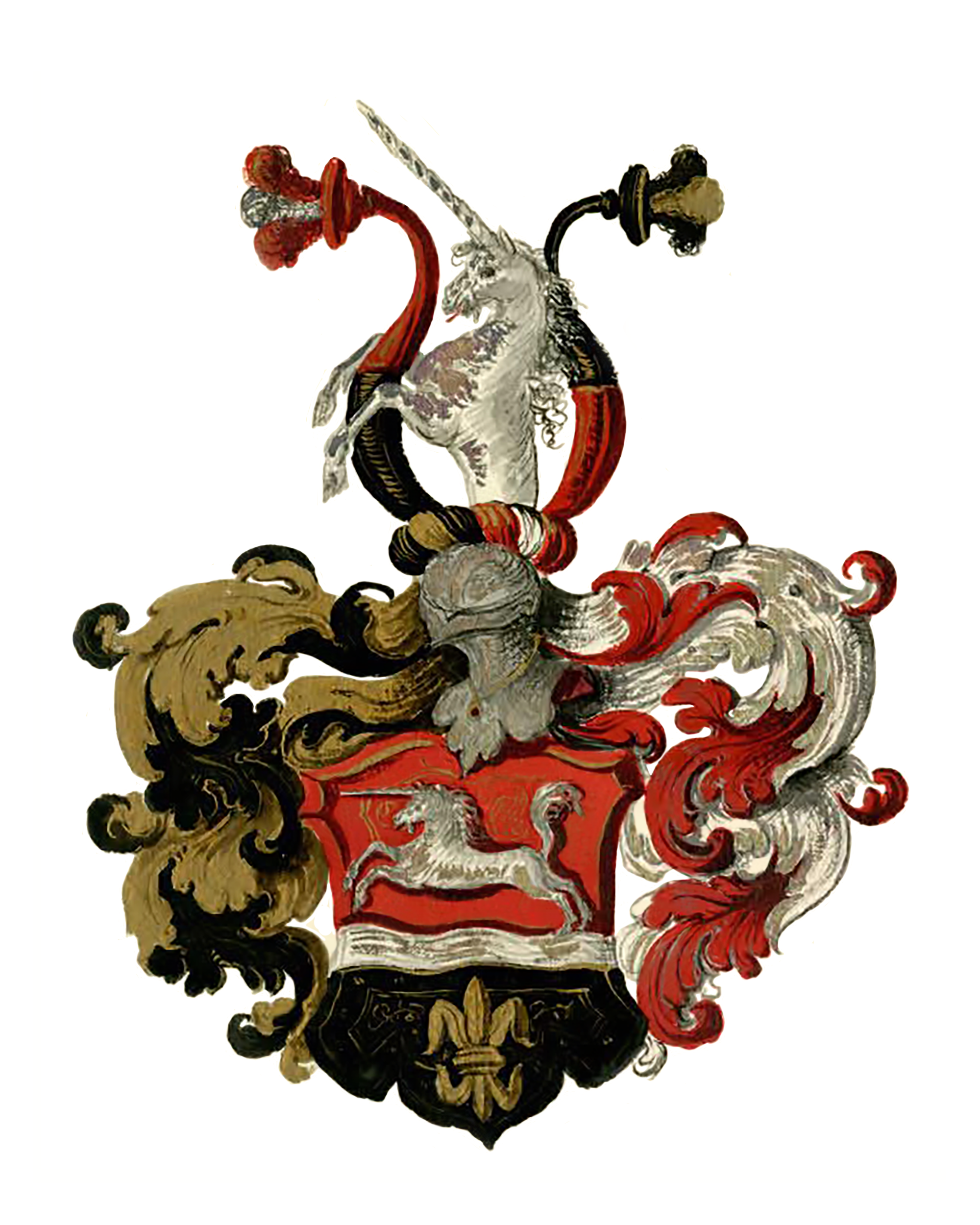
Stammwappen der Wexler genannt Mayrl (1622)

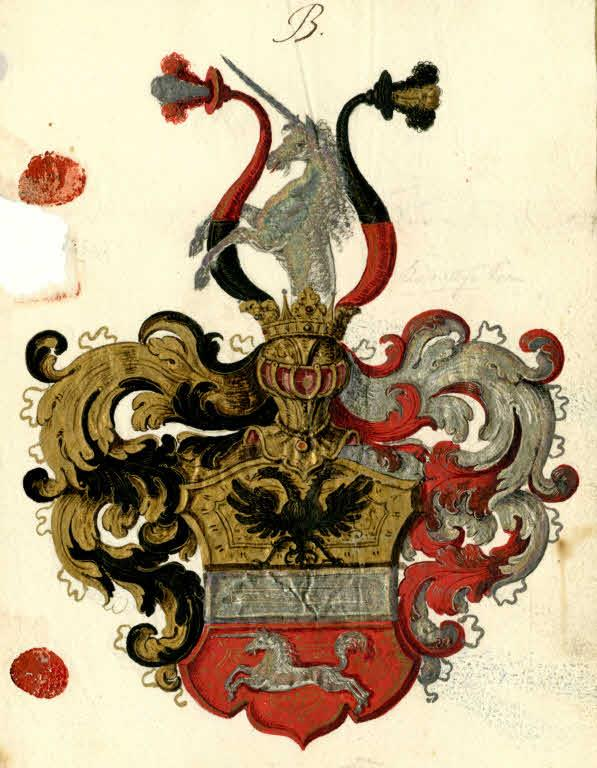
Gebessertes Wappen der Mayerle (1701)

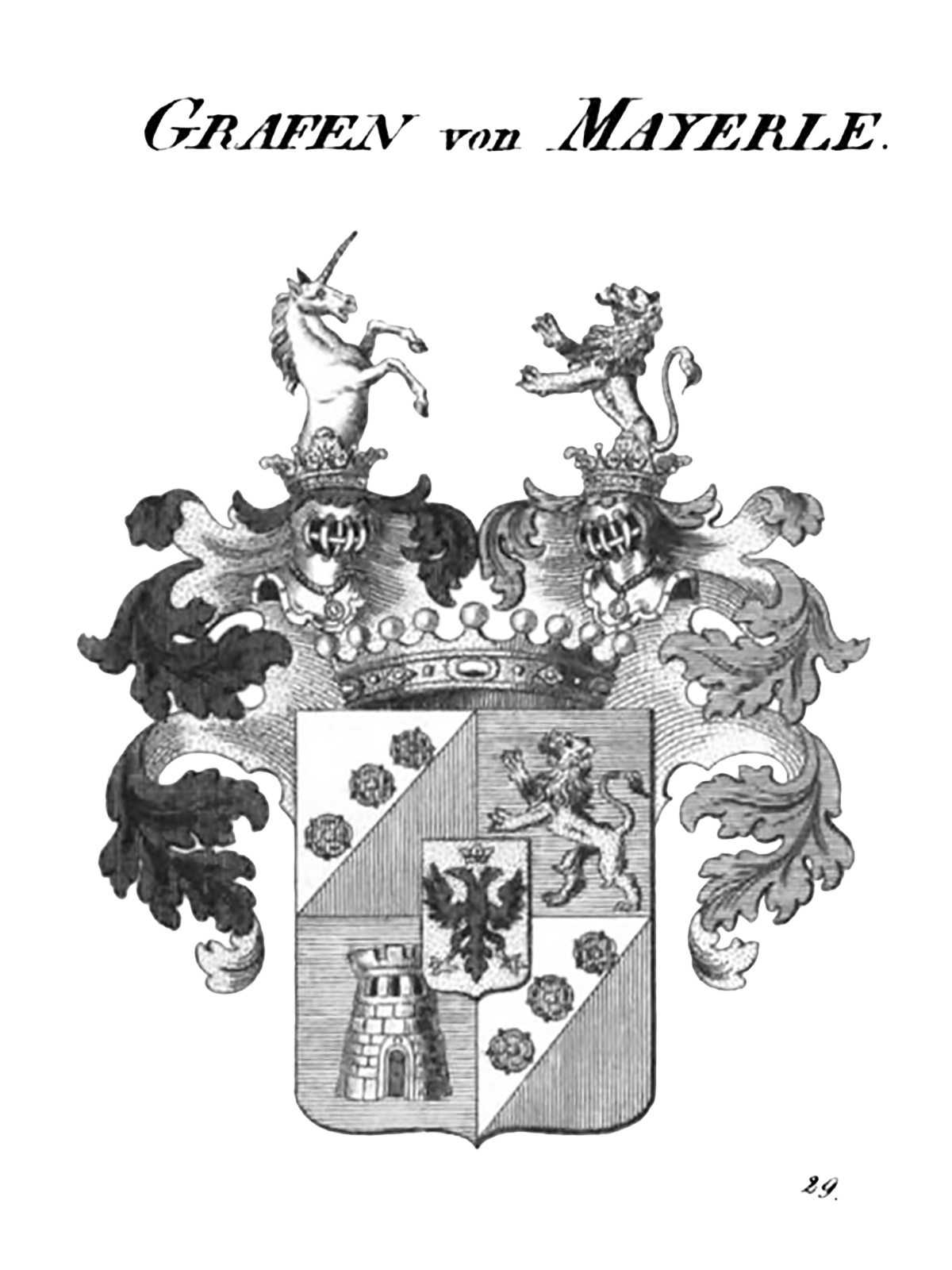
Wappen der Grafen von Mayerle nach Konrad Tyroff

Mayerle (auch Mayrl, Mayerle-Gallizzi, vormals Wexler genannt Mayrl) ist der Name eines briefadeligen Geschlechts, ursprünglich eine Kaufmannsfamilie aus Bozen, die 1701 in den Reichsadelsstand und 1728 in den mailändischen Grafenstand erhoben wurde. 1861 erfolgte die österreichische Grafenstandsanerkennung.

## Geschichte

### Mayrl in Bozen
Der Gerichtsanwalt in Deutschmetz Georg Wexler, genannt Mayrl und dessen Vetter Peter Wexler erhielten am 30. November 1622 in Ottmarshausen vom Tiroler Landesfürsten Erzherzog Leopold einen Wappenbrief. Der Neffe von Georg, der Kaufmann Peter Mayrl (1601–1664), zog von Deutschmetz in die freie Reichsstadt Augsburg, wo er 1638 Barbara Mayr († 1694) aus Zusmarshausen heiratete. Später kehrte er in die Grafschaft Tirol zurück und ließ sich in Bozen nieder, wo er 1660 als Bürger aufgenommen wurde und es zu Wohlstand brachte. Sein Erbe fiel an seine zwei Söhne die Handelsleute, Johann Leonhard und Peter Mayrl die am 18. Juli 1701 in Wien von Kaiser Leopold I. einen Adelsbrief, eine Wappenbesserung, das Privilegium Denominandi und die Bevollmächtigung zu einer Handelschaft erlangten. Mitte des 18. Jahrhunderts erwarb die Familie in Bozen den Palais Botsch in der Mustergasse. 1765 gab Franz de Paula von Mayrl (1718–1768) dem Gebäude sein heutiges barockes Aussehen. 1810 heiratete Anna von Mayrl (1766–1835) den Juristen und Appellationsgerichtsrat Andreas Alois Di Pauli. Der Großhändler Peter von Mayrl bekleidete 1820 bis 1821 das Amt des Bürgermeisters von Bozen. Firmensitz seines Unternehmens war ein Haus in der Laubengasse 56 bzw. 219. Mit des letzteren Söhnen, Peter und Paul von Mayrl, ist das Geschlecht in Bozen erloschen.

### Grafen Mayerle-Gallizzi
Der Sohn von Peter, der Oberstleutnant Cölestin Mayerle wurde am 25. August 1728 in Laibach von Kaiser Karl VI. der mailändische Grafenstand in Primogenitur verliehen. In Folge eines Abstammungsnachweises, erhielten der Kreisbote von Roveredo, Adam Cölestin sowie der Fabrikant in Wien Johann Peter Philipp Mayerle am 29. Januar 1861 in Wien von Kaiser Franz Joseph I. die österreichische Grafenstandsanerkennung. Ersteren genehmigte man am 3. Mai 1876 in Wien eine Namensvereinigung mit „Gallizzi“ zu „Mayerle-Gallizzi“.

## Standeserhebungen
- 20. November 1622: tirolerischer Wappenbrief
- 18. Juli 1701: Reichsritterstand mit Wappenbesserung
- 25. August 1728: mailändischer Grafenstand
- 29. Januar 1861: österreichischer Grafenstand

## Wappen
- Blasonierung des Stammwappens von 1622: Schild durch einen silbernen Wellenbalken zweigeteilt, oben in Rot ein springendes, silbernes Einhorn, unten in Schwarz eine goldene Lilie. Auf dem Helm das silberne Einhorn. Helmdecken schwarz-golden und rot-silbern.
- Blasonierung des gebessertes Wappens von 1701: Schild durch einen silbernen Balken zweigeteilt, oben in Gold ein schwarzer zweiköpfiger Adler, unten in Rot ein silbernes Einhorn. Auf dem gekrönten Helm mit schwarz-goldenen und rot-silbernen Decken das Einhorn wachsend zwischen zwei Büffelhörnern, rechts von Rot und Schwarz und links von Schwarz und Rot geteilt, an den Spitzen mit drei kleinen Straußenfedern besteckt, rechts rot-silbern-rot, links schwarz-golden-schwarz.
- Blasonierung des Grafenwappens: Schild von Gold und Gold geviert. Auf dem Herzschild in Rot die Chiffren „FID“. In Feld eins und vier der kaiserliche Doppeladler, in Feld zwei und drei eine schräggestellte, schwarze Lilie.[7][8]

## Genealogie (Auswahl)
1. Anton Cölestin Graf Mayerle-Gallizzi (* 19. Juni 1822 in Wien), k. k. Kreisbote, Hauptmann a. D., ⚭ 5. Januar 1852 in Venedig Charlotte Anna Fattori (* 31. Dezember 1836 in Treviso; † 11. Mai 1892 in Graz)
  1. Otto Edler von Mayerle-Gallizzi (* 23. August 1855 in Graz)